# Hospitaalbroeders van Sint-Johannes de Deo

Logo van de orde

De orde van de Hospitaalbroeders van Sint Johannes de Deo (Latijn: Ordo Hospitalarius Sancti Joannis de Deo (O.H.); oorspronkelijke naam "Broeders van liefde en medelijden") is een rooms-katholieke burgerlijke verplegers-orde. De orde is opgericht in Granada in 1537 door de Portugees Juan Ciudad (1495–1550), beter bekend als Sint Johannes de Deo. Hij richtte in de 16de eeuw een hospitaal op in Granada (Spanje). Hij bood liefde, hoop en troost aan geestelijk zieke mensen. De Hospitaalbroeders zetten het werk van Johannes de Deo, die in 1690 heilig werd verklaard, voort waarbij gastvrijheid, waardigheid, vertrouwen, medeleven, zorg en respect een grote rol spelen.

## Ontstaan
Rond 1537 werd de voormalige militair en rentmeester Juan Ciudad vrijgelaten uit de inrichting voor psychisch gestoorden van Granada. De gezondheidszorg was in die tijd nog zeer primitief en na zijn ontslag zwierf hij dakloos rond. In 1539 bekeerde hij zich en legde zich toe op het doen van goede werken. Hij trok zich het lot aan van zieken, zwakken en daklozen. Hij wilde hun zorgen verlichten en hen helpen bij het zoeken naar een nieuw thuis en een nieuwe toekomst. Met de hulp van inwoners van de stad Granada stichtte hij daar een hospitaal. Dit huis werd een toevluchtsoord voor talloze zieken en ontheemden. Er werden vooral psychiatrisch gestoorden geholpen. Al snel noemden de mensen hem Johannes de Deo; Johannes van God. Nog tijdens zijn leven kreeg hij vele navolgers die net als hij door middel van de verpleging van zieken en zwakken, liefde, zorg en mededogen uitdroegen. Diegenen die zijn werk voortzetten worden Hospitaalbroeders genoemd.

## Organisatie
In 53 landen wereldwijd zetten 1.500 broeders en ruim 30.000 medewerkers zich in om het werk van Johannes de Deo uit te voeren. Zij ondersteunen zieken, gehandicapten en kansarmen ongeacht ras, huidskleur of religie. De orde bestaat uit 136 kloostergemeenschappen. In Europa zijn er vestigingen in Italië, Duitsland, Spanje, Polen, Groot-Brittannië, Ierland, Oostenrijk, Hongarije, Portugal, Slowakije, Tsjechië, Oekraïne, het Vaticaan en Nederland. De internationale organisatie richt zich in Afrika op het ondersteunen van praktische en kleinschalige verbeteringen van de gezondheidszorg en leefomstandigheden van arme mensen. Men bouwt en runt klinieken, ziekenhuizen en psychiatrische zorginstellingen. Daarnaast zijn de broeders actief met het opzetten van voedselprogramma's en het bouwen van scholen.
De Nederlandse afdeling was lang gevestigd in Haarlem, waar de orde een ziekenhuis bezat. Tegenwoordig houdt ze kantoor in Amsterdam. Ze wordt bestuurd vanuit Ierland door de Ierse organisatie 'Saint John of God', die zich vooral richt op verslavingszorg en geestelijke gezondheidszorg.

## Millenniumdoelen
In 2000 hebben regeringsleiders van 189 landen internationale afspraken gemaakt. Vóór 2015 moeten armoede, ziekte en honger ver teruggedrongen zijn. Dit is vertaald in acht ‘millenniumdoelen’. Ook de Hospitaalbroeders zetten zich voor de millenniumdoelstellingen in. Zoals bijvoorbeeld millenniumdoel 2: alle jongens en meisjes moeten naar school gaan en millenniumdoel 8: meer eerlijke handel, schuldsanering en hulp.